# Комета Свіфта — Туттля
Комета Свіфта — Туттля (109P/Swift-Tuttle) — короткоперіодична комета з періодом близько 133 років. Комету відкрили незалежно один від одного Льюїс Свіфт 16 липня 1862 року та Горас Парнелл Таттл 19 липня 1862 року.

## Опис

Анімація руху комети Свіфта — Туттля з 1850 по 2150 роки:
Свіфта — Туттля,
Сонце,
Земля,
Юпітер,
Сатурн,
Уран

Комета породжує метеорний потік Персеїди, який спостерігається щорічно в серпні, коли Земля проходить через кометний хвіст.
Комета Свіфта — Туттля є одним із найвідоміших тіл, що багаторазово проходило поблизу Землі. Також це одна з найстаріших періодичних комет, візуальні спостереження якої налічують два тисячоліття. Зокрема комету зафіксовано в китайських хроніках 68 до н. е. та 188 року н. е.
Останній раз її було добре видно 1862 року. В черговий рах, комета повернулась 1992 року. Її наближення першим виявив японський астроном Цурухіко Кіуті. Вона була не дуже яскравою, але її можна було спостерігати за допомогою бінокля з багатьох місць.
Остання поява комети, а також аналіз попередніх спостережень дали змогу уточнити її орбіту. Вона є досить стабільною. Комета перебуває у незвичайному резонансі з обертанням Юпітера — 11:1 (тобто здійснює один оберт за 11 обертань Юпітера). Очікується, що наступного разу комета пролетить біля Землі 2126 року на відстані 0,15 а. о..
Дуже тісне зближення передбачається 15 вересня 4479 року, коли комета має пройти на відстані до 0,05 а. о. Імовірність її зіткнення із Землею оцінюють у 1×10−6. Це найбільший об'єкт Сонячної системи, що повторює такі близькі проходження поблизу Землі, а враховуючи велику швидкість комети відносно Землі (близько 60 км/с), енергія зіткнення може бути дуже великою.
Оскільки перигелій кометної орбіти розташований поблизу земної, деякі дослідники вважають комету потенційно небезпечним об'єктом, що в разі зіткнення із Землею може викликати велику катастрофу.
| Альтернативні позначення  | Альтернативні позначення | Альтернативні позначення | Альтернативні позначення |
| Рік проходження перигелію | Позначення               | Позначення               | Позначення               |
| Рік проходження перигелію | Новий стиль              | Римська нумерація        | Рік/буква                |
| ------------------------- | ------------------------ | ------------------------ | ------------------------ |
| 1992                      | 109P/1992 S2             | 1992 XXVIII              | 1992t                    |
| 1862                      | 109P/1862 O1             | 1862 III                 |                          |
| 1737                      | 109P/1737 N1             | 1737 II                  |                          |
| 188                       | 109P/188 O1              | 188                      |                          |
| 68 до н. е.               | 109P/-68 Q1              | -68                      |                          |